# London-Marathon 1985
| 5. London-Marathon     | 5. London-Marathon             |
| ---------------------- | ------------------------------ |
| Stadt                  | London, Vereinigtes Königreich |
| Datum                  | 21. April 1985                 |
| Distanz                | 42,195 Kilometer               |
| Sieger                 |                                |
| Männer                 | Steve Jones (2:08:16 h)        |
| Frauen                 | Ingrid Kristiansen (2:21:06 h) |
| ← London-Marathon 1984 | London-Marathon 1986 →         |
| Website                | Offizielle Website             |

Der London-Marathon 1985 war die fünfte Ausgabe der jährlich stattfindenden Laufveranstaltung in London, Vereinigtes Königreich. Der Marathon fand am 21. April 1985 statt.
Bei den Männern gewann Steve Jones in 2:08:16 h, bei den Frauen Ingrid Kristiansen in 2:21:06 h.

## Ergebnisse

### Männer
| Platz | Athlet           | Land                   | Zeit (h) |
| ----- | ---------------- | ---------------------- | -------- |
| 01    | Steve Jones      | Vereinigtes Königreich | 2:08:16  |
| 02    | Charles Spedding | Vereinigtes Königreich | 2:08:33  |
| 03    | Allister Hutton  | Vereinigtes Königreich | 2:09:16  |
| 04    | Christoph Herle  | BR Deutschland         | 2:09:23  |
| 05    | Henrik Jørgensen | Dänemark               | 2:09:43  |
| 06    | Pat Petersen     | Vereinigte Staaten     | 2:11:23  |
| 07    | Bogumil Kus      | Polen                  | 2:11:43  |
| 08    | Oyvind Dahl      | Norwegen               | 2:12:57  |
| 09    | Eirik Berge      | Norwegen               | 2:13:00  |
| 10    | Mark Burnhope    | Vereinigtes Königreich | 2:13:54  |

### Frauen
| Platz | Athletin           | Land                   | Zeit (h)   |
| ----- | ------------------ | ---------------------- | ---------- |
| 01    | Ingrid Kristiansen | Norwegen               | 2:21:06 WR |
| 02    | Sarah Rowell       | Vereinigtes Königreich | 2:28:06    |
| 03    | Sally Ann Hales    | Vereinigtes Königreich | 2:28:38    |
| 04    | Ann Ford           | Vereinigtes Königreich | 2:31:19    |
| 05    | Mary O’Connor      | Neuseeland             | 2:32:35    |
| 06    | Katy Laetsch       | Vereinigte Staaten     | 2:33:20    |
| 07    | Lynda Bain         | Vereinigtes Königreich | 2:33:38    |
| 08    | Sally Ellis        | Vereinigtes Königreich | 2:34:58    |
| 09    | Veronique Marot    | Vereinigtes Königreich | 2:35:12    |
| 10    | Carolyn Horne      | Vereinigtes Königreich | 2:37:26    |